# Gare de Suresnes - Longchamp
Ne doit pas être confondu avec Gare de Suresnes-Mont-Valérien.
La gare de Suresnes - Longchamp est une ancienne gare ferroviaire française de la ligne de Puteaux à Issy-Plaine (ligne des Moulineaux), devenue une station de tramway de la ligne 2 du tramway d'Île-de-France (ligne T2). Elle est située sur le territoire de la commune de Suresnes, dans le département des Hauts-de-Seine, en région Île-de-France. Elle se trouve également à proximité de l'hippodrome de Longchamp (implanté à Paris).
La gare est mise en service en 1889 et fermée en 1993. Elle est transformée en station de tramway et rouverte, comme la ligne, en 1997. Son bâtiment voyageurs est réaffecté ; il abrite le musée d'histoire urbaine et sociale de la ville, ouvert en 2013.
Devenue une station de tramway de la Régie autonome des transports parisiens (RATP), elle est desservie par les rames de la ligne T2.

## Situation ferroviaire
L'ancienne gare ferroviaire de Suresnes - Longchamp était située au point kilométrique (PK) 11,474 de la ligne de Puteaux à Issy-Plaine (dite « ligne des Moulineaux »), entre les gares de Puteaux et des Coteaux.
La station de tramway Suresnes - Longchamp est située sur la ligne 2 du tramway d'Île-de-France (ligne T2), entre les stations Belvédère et Les Coteaux.

## Histoire

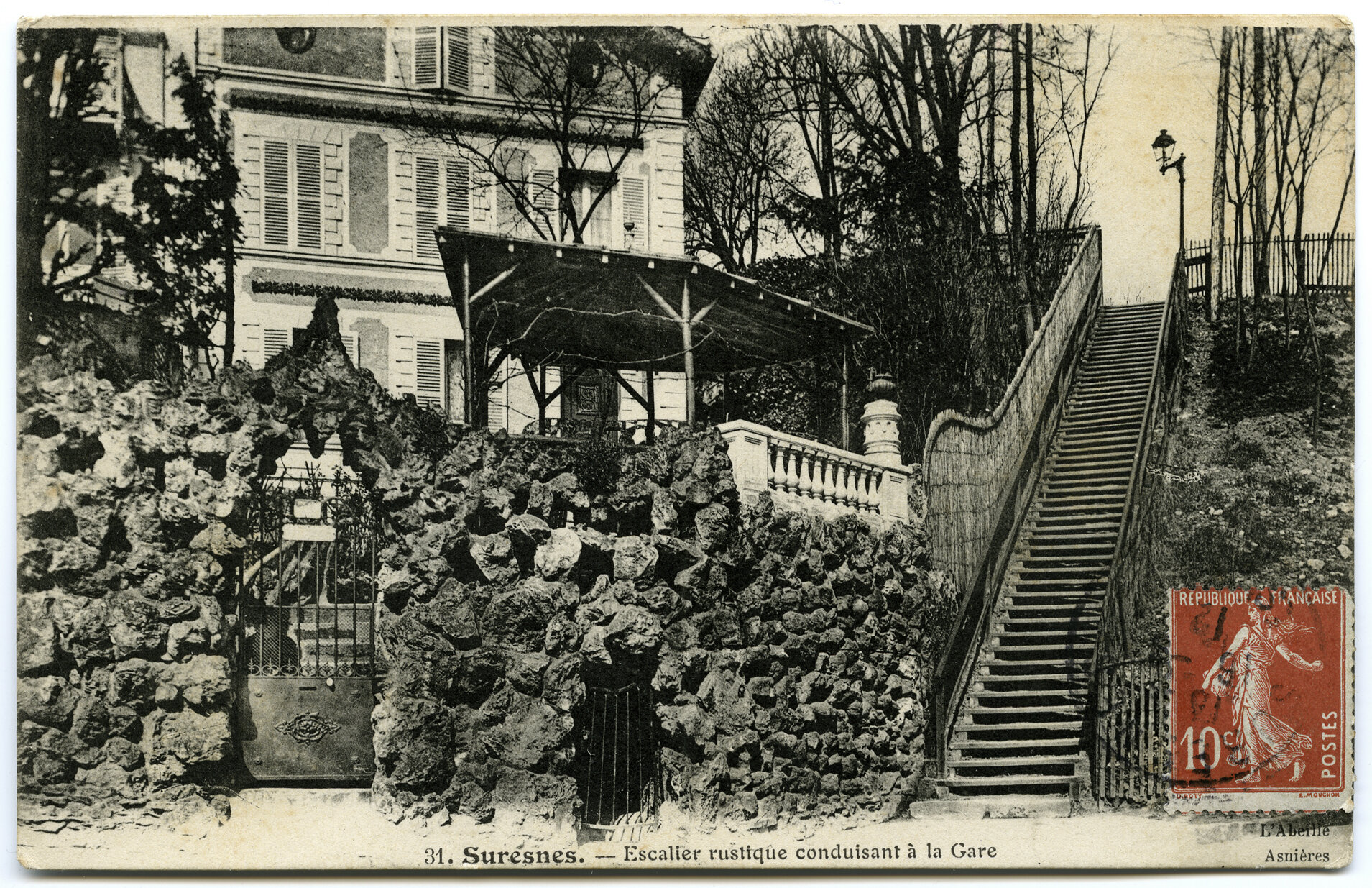
Carte postale de 1912 montrant un des escaliers conduisant à la gare (celui-ci n'existe plus de nos jours).

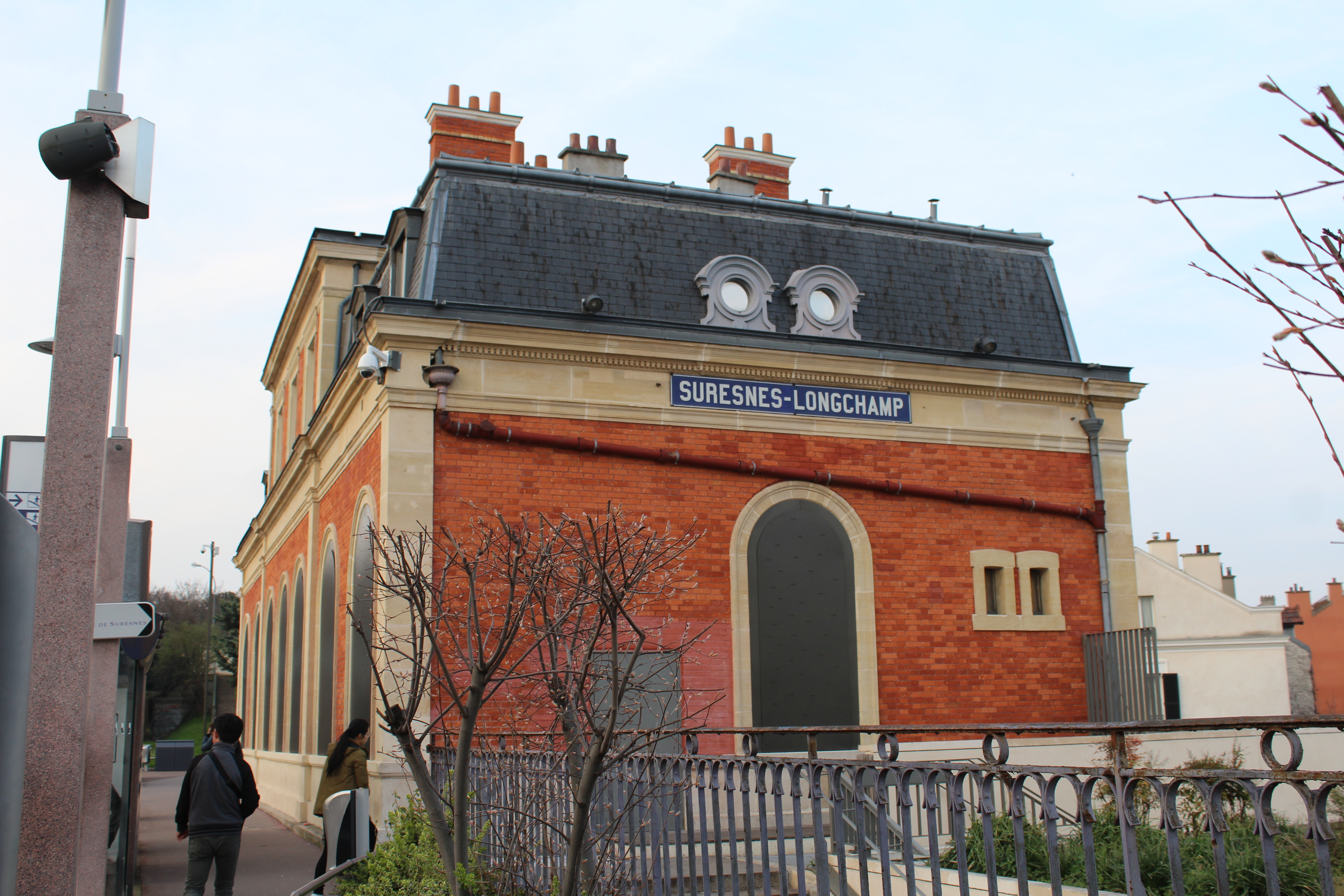
Ancien bâtiment de la gare.

La gare de Suresnes - Longchamp a été en fonction sur la ligne de Puteaux à Issy-Plaine de 1889 à 1993, puis fermée et transformée en une station de tramway, ouverte en 1997.
La commune de Suresnes, qui compte environ 8 000 habitants en 1889, est desservie depuis 1839 par la gare de Suresnes-Mont-Valérien, située sur la ligne de Paris-Saint-Lazare à Versailles-Rive-Droite. Mais après la guerre de 1870, la Compagnie des chemins de fer de l'Ouest demande la concession d'une ligne se débranchant de la ligne de Versailles et suivant le cours de la Seine, afin de desservir les nombreuses usines en plein développement qui y sont implantées. Un premier projet de 1875 prévoit une ligne qui traverse des terrains alors peu urbanisés de la commune et une station dénommée « Suresnes - Puteaux » est prévue dans la plaine entre la route nationale 187 (quai De Dion-Bouton) et la rue de Neuilly (devenue rue de Verdun), peu avant le pont de Suresnes sur des terrains vagues détenus par la famille de Rothschild (l'ancien château de Salomon Mayer von Rothschild, détruit en 1848). En 1881, la station est alors prévue entre la rue de la Tuilerie (en partie renommée rue Jean-Jacques-Rousseau) et le boulevard de Versailles (boulevard Henri-Sellier). En 1886, le tracé définitif de la ligne est finalement adopté, et l'implantation actuelle de la station est décidée.
Le 21 octobre 1886, le préfet de la Seine signe l'arrêté de cession des propriétés ou de portions de propriétés. Plusieurs ouvrages de génie civil sont prévus à Suresnes : un viaduc en maçonnerie de trois arches de dix mètres d'ouverture sur la rue des Bas-Rogers, un souterrain en courbe de 400 mètres creusé en partie sous la ligne de Versailles, un viaduc de 38 mètres d'ouverture enjambant le boulevard de Versailles (devenu le boulevard Henri-Sellier), la construction de la station proprement dire, située rue des Carrières, et l'aménagement de la nouvelle gare de marchandises de Suresnes - Puteaux.
En octobre 1887, lors des travaux de terrassement, une nécropole mérovingienne est mise au jour, comportant au moins vingt-trois cercueils en plâtre de forme trapézoïdale. Elle fait l'objet d'une étude de la part de MM. Mangeant et Guégnan de la commission des Antiquités de Seine-et-Oise, mais ces objets ont été depuis perdus.
La station est inaugurée avec la ligne le 1er mai 1889 ; en plus des trains réguliers, elle accueille de nombreux trains facultatifs les jours de fête et de courses à l'hippodrome de Longchamp, situé sur l'autre rive de la Seine, d'où son nom. Beaucoup de Parisiens l'emploient aussi pour se rendre aux guinguettes, qui bordent à l'époque les quais de Seine de Suresnes.
Après des travaux de reconversion, les quais ont été réutilisés pour accueillir, depuis le 2 juillet 1997, la station de la ligne de tramway T2. Lors de la réouverture de la gare en 1997 en tant que station de tramway, la gare de Suresnes - Longchamp est, avec les gares de Puteaux et des Coteaux, les seules anciennes gares de la ligne des Moulineaux à avoir conservé leur nom d'origine.
La sociologie des voyageurs passant par la gare a beaucoup changé depuis ses origines : aux ouvriers qui se rendaient dans les usines de Suresnes du siècle dernier, disparues avec la désindustrialisation, ont succédé les cadres et employés travaillant dans le quartier d'affaires voisin de La Défense.

## Service des voyageurs

### Accueil

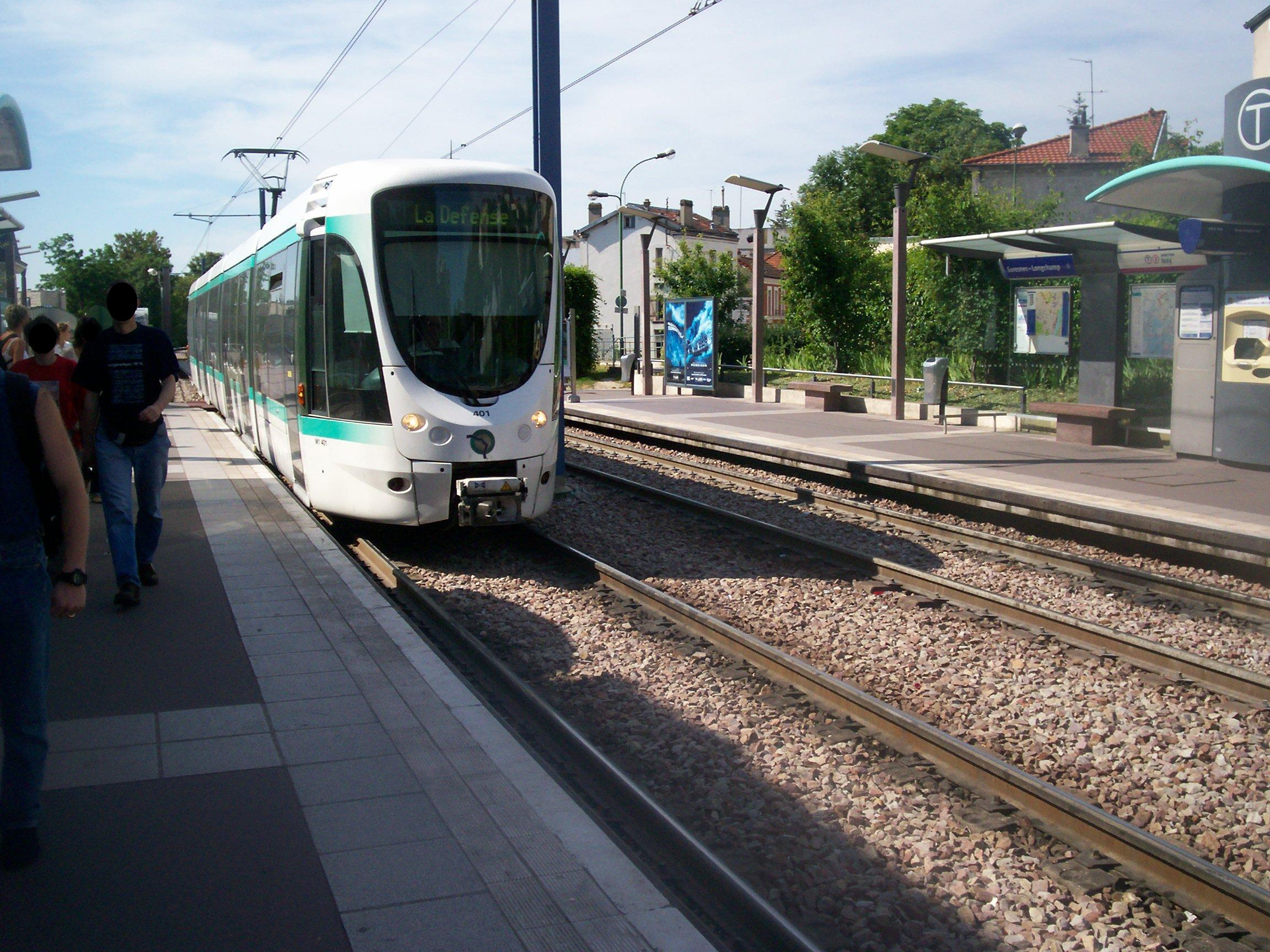
Un Citadis 302 entre dans la station, le 10 juin 2006.

La station de tramway possède des aménagements pour les personnes à mobilité réduite grâce à des ascenseurs et une rampe. Elle est équipée de distributeurs automatiques de titres de transport, d'abris sur chacun des quais et dispose d'un abri à vélos. Le passage d'un quai à un autre se fait à niveau, aux deux extrémités de la station.

### Desserte
Elle est desservie par les tramways de la ligne T2, à raison d'un tramway toutes les quatre à douze minutes.

### Intermodalité

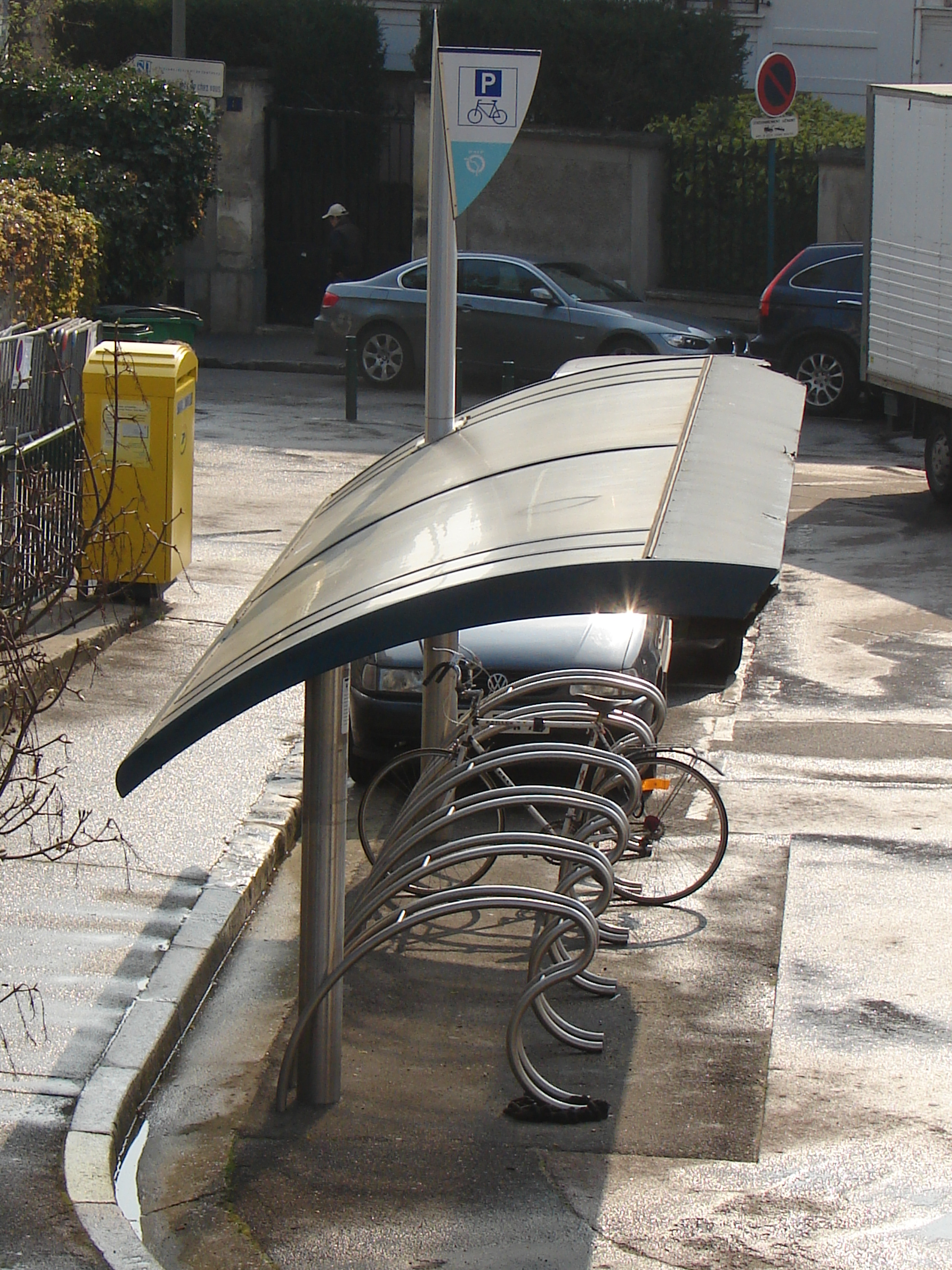
Abri-vélos installé devant la gare, en avril 2010.

La station est également desservie par les lignes 70, 93, 144, 241, 244 et 263 du réseau de bus RATP ainsi que, la nuit, par la ligne N53 du réseau de bus Noctilien.
Les lignes 144, 244 et N53 se trouvent directement sur le parking Gare de Longchamp accolé à la station, sur le côté est de la ligne de tramway.
Une correspondance à distance avec les lignes L et U du Transilien peut aussi être établie en gare de Suresnes - Mont Valérien.

## Patrimoine ferroviaire
L'ancien bâtiment voyageurs désaffecté (construit en calcaire, en pierre de taille et en brique, avec une toiture en ardoise) est devenu propriété de la commune de Suresnes en 2003. Il a été restauré et réaffecté en musée d'histoire urbaine et sociale de la ville de Suresnes, ouvert le 8 juin 2013. La station de tramway dessert depuis la même date le musée, via les accès 1 (Boulevard Henri-Sellier) et 3 (Rue Merlin-de-Thionville) de la station.